# Општина Болдур (Тимиш)
Болдур (рум. Boldur) општина је у Румунији у округу Тимиш.
Oпштина се налази на надморској висини од 107 m.